# Lexington (Virginia)
Lexington független, megyei jogú város az USA Virginia államában. Lakosainak száma 7320 fő (2020. április 1.).

## Népesség
A település népességének változása:
| Lakosok száma | 7042 | 6907 | 6988 | 7170 | 7262 | 7320 |
|               | 2010 | 2011 | 2012 | 2013 | 2015 | 2020 |